# Corryocactus tenuiculus
Corryocactus tenuiculus là một loài thực vật có hoa trong họ Cactaceae. Loài này được (Backeb.) Hutchison mô tả khoa học đầu tiên năm 1963.